# Otocinclus hoppei
Otocinclus hoppei är en fiskart som beskrevs av Miranda Ribeiro, 1939. Otocinclus hoppei ingår i släktet Otocinclus och familjen Loricariidae. Inga underarter finns listade i Catalogue of Life.